# Association of European Administrative Judges
Die Association of European Administrative Judges (AEAJ, dt.: Verband Europäischer Verwaltungsrichter) ist eine internationale Nichtregierungsorganisation, die 2000 gegründet wurde und welche die Interessen von Verwaltungsrichtern aus den Mitgliedstaaten der Europäischen Union und des Europarats sowie deren nationalen Verbände vertritt.

## Entwicklung
Die Vereinigung wurde aufgrund verschiedener Initiativen, gefolgt von einem Treffen im Oktober 1998 in der Europäischen Rechtsakademie in Trier, angestrebt. Im April 1999 wurde der Entwurf eines Statuts für AEAJ fertiggestellt. Am 24. März 2000 gründeten Vertreter aus Deutschland, Finnland, Frankreich, Griechenland, Italien und Österreich die Association of European Administrative Judges als internationale Organisation nach deutschem Recht.

## Satzung
Die Satzung vom 24. März 2000 regelt die grundsätzlichen Ziele, Aufgaben und die Organisation.

## Ziele
Der Verein hat folgende Ziele (Artikel 1 der Satzung):
- die Rechtsbehelfe für Einzelpersonen gegenüber der öffentlichen Gewalt in Europa voranzutreiben und die Rechtmäßigkeit von Verwaltungsakten zu fördern, wodurch Europa in Freiheit und Gerechtigkeit zusammenwachsen kann,
- die Rechtskulturen in den verschiedenen Mitgliedstaaten der Europäischen Union und des Europarats auf dem Weg zur Erreichung dieses Ziels zu achten,
- um die Kenntnis der Rechtsbehelfe in Verwaltungsangelegenheiten bei Verwaltungsrichtern in Europa zu erweitern und zu diesem Zweck einen intensiven Informationsaustausch über einschlägige Rechtsvorschriften und Rechtsprechung zu haben,
- Stärkung der Stellung der Verwaltungsrichter in Europa, das zusammenwächst, und
- die beruflichen Interessen von Verwaltungsrichtern auf nationaler und europäischer Ebene zu fördern.

## Organisation
Gemäß Artikel 3 der Satzung bestehen zwei Organe des Vereins: die Generalversammlung und der Vorstand.

### Generalversammlung
Die Generalversammlung (Artikel 4 der Satzung) ist für alle Angelegenheiten zuständig, die nicht dem Vorstand zugewiesen sind. In der Generalversammlung hat jedes Mitglied grundsätzlich eine Stimme. Kommen mehrere Mitglieder aus demselben Land, hat dieses Land ebenfalls nur eine Stimme und die Mitglieder des jeweiligen Landes müssen sich selbst darüber einigen, wie sie abstimmen. Die Generalversammlung entscheidet, ob neue Mitglieder angenommen werden können (Artikel 2 der Satzung). Zu den Aufgaben der Generalversammlung gehören auch die Beschlussfassung zur Satzungsänderung, die Wahl und Beaufsichtigung des Vorstandes, die Festsetzung der Mitgliedsbeiträge, die Wahl von zwei Prüfern des Kassenguthabens und die Auflösung des Vereins. Beschlüsse der Generalversammlung werden mit einfacher Mehrheit gefasst.
Ein Vertreter der Europäischen Kommission und des Europarats kann als Beobachter an der Generalversammlung teilnehmen und, vorbehaltlich seiner Zustimmung, andere internationale Juristenverbände.

### Vorstand
Der Vorstand (Artikel 5 der Satzung) befasst sich grundsätzlich mit dem Tagesgeschäft des Vereins. Der Vorstand vertritt auch den Verein nach außen (Artikel 26 BGB). Er besteht aus einem Präsident (Edith Zeller, Österreich) und zumindest zwei  Vizepräsidenten (2017 sind dies vier Vizepräsidenten: Rasa Ragulskyte-Markoviene, Litauen; Bernard Even, Frankreich; Holger Böhmann, Deutschland; Gianmario Palliggiano, Italien). Die Vorstandsmitglieder werden für die Dauer von zwei Jahren gewählt.
Der Vorstand nominiert einen Generalsekretär und einen Schatzmeister. Generalsekretärin ist (2017) Karin Winter aus Österreich und der Schatzmeister Ralf Höhne aus Deutschland.

### Mitglieder
Mitglieder des Vereins sind gemäß Artikel 2 der Satzung Verbände und natürliche Personen. Grundsätzlich steht die Mitgliedschaft nationalen Verbänden von Verwaltungsrichtern aus allen Ländern, die Mitglied des Europarats sind, offen. Besteht in einem Mitgliedstaat keine Verwaltungsrichtervereinigung können auch natürliche Personen Mitglied werden. Unter bestimmten Bedingungen können Einzelpersonen einen Beobachterstatus ohne Stimmrecht erhalten (Artikel 2 der Satzung). Verbände sind Mitglieder aus Aserbaidschan, Bulgarien, Estland, Finnland, Frankreich, Deutschland, Griechenland, Ungarn, Italien, Lettland, Litauen, Luxemburg, Österreich, Portugal, Slowakei, Slowenien, Schweden, Türkei, Ukraine. Einzelpersonen sind Mitglieder aus: Belgien, Kroatien, Tschechische Republik, Malta, Montenegro, Niederlande, Polen, Rumänien, Serbien, Spanien, Schweiz und dem Vereinigten Königreich (Stand 2017).

### Sitz
Der Verein hat den Sitz bei der Europäischen Rechtsakademie in Trier.

### Finanzierung
Der Verein finanziert sich durch Mitgliedsbeiträge, Spenden und Subventionen.